# Britanska funta
Britanska funta (eng. Pound Sterling; simbol: £, ISO-kôd: GBP), novčana jedinica Ujedinjenog Kraljevstva, područja u posjedu Britanske krune te službeno sredstvo plaćanja nekih Britanskih prekomorskih područja.

## Ime
Simbol valute je £ i dolazi od latinskog librum (funta). Standardni ISO-4217 valutni kôd glasi GBP (Great Britain Pound). Jedna britanska funta (1 GBP) se dijeli na 100 penija. U Velikoj Britaniji se često koristi žargonski naziv quid.
Ime "Sterling" dolazi od istoimene stare engleske srebrne kovanice, težine 1,555 Gramm (1/240 Pfund). Danas se samo još koristi da bi se razlikovale valute zemalja koje isto koriste riječ "Pound". Naziv "British pound" koji se često može čuti u američkom medijskom prostoru nije službeni naziv za britansku funtu.

## Vanjske poveznice
- Novčanice Bank of England (englski)  Arhivirana inačica izvorne stranice od 14. svibnja 2008. (Wayback Machine)
- Novčanice škotske Banke (engleski)  Arhivirana inačica izvorne stranice od 16. kolovoza 2006. (Wayback Machine)
- Povijesnih novčanica od Ujedinjeno Kraljevstvo (engl.) (njem.)
- Funta novčanice izdane u Škotskoj i Sjevernoj Irskoj (engl.) (njem.)
- Funta novčanice izdane na Jersey, Guernsey i Gibraltar (engl.) (njem.)